# Tommaso Ottonieri
Tommaso Ottonieri (pseudonimo di Tommaso Pomilio; Avezzano, 30 giugno 1958) è uno scrittore italiano.

## Biografia
Cresciuto a Napoli, figlio dello scrittore Mario Pomilio, nella formazione ebbe modo di frequentare scrittori, artisti, intellettuali dell'ambiente napoletano, fra cui Luigi Compagnone, Tullia Matania, Michele Prisco, Domenico Rea, Giovanni Thermes, e più avanti, Mario Persico, Giancarlo Mazzacurati e Ivos Margoni, Michele Sovente, e Gabriele Frasca con cui coltivò un duraturo e importante sodalizio.
Esordì nel 1980 con Dalle memorie di un piccolo ipertrofico, ispirato a un testo di Jules Laforgue. La pubblicazione di questo libro, presso Feltrinelli editore, fu promossa da Edoardo Sanguineti che ne curò la prefazione. Il testo, scritto nella primavera del 1978, è intrinsecamente legato al periodo "movimentista".
Al volume seguì la breve raccolta di "rimanenze" in prosa, Coniugativo (1984), volume in cui Ottonieri radunò le prose scritte nell'immediato indomani dell'esperienza delle Memorie. Un'esperienza da lui avvertita irripetibile al pari dell'avventura "movimentista" da cui era sorta, e che appariva ormai ineluttabilmente infranta. La prima sezione del volume riprende il progetto espresso nell'incipit del volume precedente, per abbandonarlo ormai definitivamente; il nuovo testo, Coro da l'acqua, per voce sola, scritto in prima battuta per una "Sei giorni del monologo" curata da Michelangelo Coviello per il teatro OutOff (Milano, Teatro Cristallo, 31 marzo - 5 aprile 1981), sarebbe stato poi ripubblicato, con varianti, dalle Edizioni d'If nel 2003.
Una dozzina di anni dopo, al termine di anni di revisioni (1989-1996), uscì il romanzo distopico Crema Acida (Lupetti & Manni, 1997), sulla base d'una tematica mediatica e "commerciale", in una narrazione che si sviluppa per giornate e per reparti attraverso gli ambienti di un enorme centro commerciale. Il romanzo venne inteso come una narrazione critica del postmoderno, messa in opera di quella tensione che aveva animato i dibattiti del Gruppo 93: un movimento al quale l'autore aveva nel frattempo aderito, fino al convegno conclusivo a Reggio Emilia, 63/93, da lui curato assieme a Renato Barilli e Giuseppe Caliceti; da quel convegno sarebbe nato, sempre a Reggio, "Ricercare", l'annuale "laboratorio di nuove scritture": di esso Ottonieri sarebbe stato tra i fondatori prima, e tra i gli animatori per l'intero ciclo.
Al romanzo seguì, tre anni dopo, una nuova raccolta di prosa, L'album crèmisi (Empirìa, 2000). Nella sezione Carosello, nella prima parte dell'album, compaiono i nuclei "avan-testuali" che avrebbero originato Crema Acida: si tratta di brevi prose d'ambientazione Supermarket, originariamente scritte per la programmazione di "Audiobox" (a cura di Pinotto Fava) di RAI-Radiouno, andate in onda nel 1989; fra esse, prima della messa in onda, Un mondo di merendine era uscito, per invito di Francesco Leonetti, sull'ultimo numero della rivista "Alfabeta", in giustapposizione a uno degli ultimi testi di Antonio Porta, la lirica Il tempo della povertà.
Nel frattempo, nel 1998, Ottonieri aveva pubblicato la sua prima raccolta di versi: Elegia Sanremese, nella collana "inversi" della Bompiani, diretta da Aldo Nove. Si tratta di un concept-book in cui si riscrivono, quasi a mo' di "covers", alcuni dei principali successi del Festival di Sanremo, in omaggio all'eroe "maledetto", e rimosso, di quell'epopea nazionalpopolare, ossia a Luigi Tenco (che appare fra l'altro come personaggio fantasmatico di una narrazione posta in appendice alla raccolta). Il volume uscì corredato da una prefazione di Manlio Sgalambro, quasi a modo di aforisma, sulla ineluttabilità della forma "canzonetta" e sul necessario esercizio della sua violazione; e da un importante commento visivo, violentemente bidimensionale, a opera di Pablo Echaurren. Al libro era inoltre allegato un audio-cd, che oltre a presentare Elegia Vertigo, un "medley" di testi tratti dall'opera ed eseguiti dall'autore con l'ensemble klezmer dei Ringe Ringe Raia (coordinato da Massimiliano Sacchi), ospitava "bonus tracks" di Nanni Balestrini e Vivian Lamarque, oltre che un'intro vocale di Alda Merini. La collana, fortemente voluta da Elisabetta Sgarbi, si avvalse inoltre di un "lancio" dei Bluvertigo, che nel loro Canone inverso importarono e combinarono frammenti dai quattro volumi di "inversi" allora in uscita (di Murray Lachlan Young, Rosaria Lo Russo, Luca Ragagnin, oltre che di Ottonieri stesso).
Nell'anno 2000, presso Bollati Boringhieri, sarebbe uscito l'opus critico La plastica della lingua: stili in fuga lungo un'età postrema, lettura fortemente personale dei temi e figure della letteratura, non solo italiana (e non solo della letteratura), di fine millennio; nello stesso anno, per lo stesso editore, la raccolta collettiva Bassa Fedeltà: l'arte nell'epoca della riproduzione tecnica totale, da lui curata (con contributi di Andrea Cortellessa, Pablo Echaurren, Aldo Nove, e diversi altri). A partire da quell'anno, Ottonieri avrebbe intensificato la sua attività di critico-militante, soprattutto per il settimanale "Carta" (su cui tenne fino al 2007 una rubrica settimanale), ma anche per quotidiani, come "l'Unità" e "il manifesto".
Seguì Contatto (Cronopio, 2002), raccolta completa dei versi a partire dalla fine degli anni '70, a esclusione dei testi di Elegia Sanremese; con la raccolta, Ottonieri risultò vincitore, ex aequo con Giovanni Raboni e Umberto Fiori, del Premio Napoli 2003 per la sezione poesia assegnato giuria tecnica (il superpremio, assegnato dalla giuria popolare, andò a Giovanni Raboni per Barlumi di storia).
Nel 2007, sarebbe infine uscito, dopo una gestazione circa ventennale, il patchwork narrativo, multiplanare e multigenere, collocabile fra epos e horror, fantascienza e poltergeist, antiromanzo e iperomanzo, e per questo appunto recepito come relativamente "incollocabile", de Le strade che portano al Fùcino (collana Fuori Formato - ed. Le Lettere, 2007), considerato forse l'opera più impegnativa e matura dello scrittore; il libro uscì corredato da scritti di Enrico Ghezzi, Gilda Policastro e Andrea Cortellessa, oltre che da un audio-cd (Strade: Landscapes, elettronica di Maurizio Martusciello - Martux-M - su esecuzioni vocali dell'autore stesso) e da una copertina originale di Elisabetta Benassi, e ad esso, nel 2008, la rivista "il verri" dedicò ampia parte di un numero monografico sul tema "La politica degli autori".
Con la sua terza raccolta di versi, Geòdi (Aragno, 2015), Ottonieri risultò vincitore del Premio Feronia-Città di Fiano 2016; nel volume si raccolgono i versi, tramati in senso fortemente materico, scritti dopo il 2002 di Contatto; il lungo poemetto in prosa, Lapilli della Gravitazione (una dolorosa meditazione in chiave neo-barocca sulla Terra dei fuochi), posto a conclusione del libro, è il testo scritto ed eseguito dall'autore nel giugno 2008 per la prima edizione del Napoli Teatro Festival Italia, nella sezione L'assedio delle ceneri - Prediche per il nuovo millennio, ideata da Gabriele Frasca e da Renato Quaglia (regia, musica e spazio scenico a cura di Roberto Paci Dalò).
Ultimo volume uscito, per adesso, dello scrittore, è Cinema di sortilegi (collana Adamàs - ed. La vita felice, 2023), raccolta di 10 sequenze poematiche in prosa (autodefinite, nella didascialia finale, quali "ambienti narrativi, discontinui o temporaneamente abbandonati"), scritte a partire dal 2008, e già pubblicate in varie sedi cartacee oppure online (in versioni poi variate), le quali in parte si riagganciano al materiale e agli scenari di Le strade che portano al Fùcino. Al libro è stato assegnato il Premio Napoli 2024 nella sezione Poesia e testi musicali pubblicati. 
Numerosi naturalmente, a partire dagli anni dell'esordio, i contributi su riviste, volumi antologici, plaquettes varie (fra cui diverse a cura di Cosimo Budetta), siti web, opere collettive, ma anche in radiofonia, con produzioni per i canali RAI.

## Opere
- Dalle memorie di un piccolo ipertrofico, Milano, Feltrinelli, 1980  (Premio Sila); poi: NoReply, 2008, in "edizione restaurata". ISBN 978-88-89155-23-3
- Coniugativo, Milano, Corpo10, 1984. Finalista Premio Bergamo[1]
- Crema acida, Milano-Lecce, Lupetti & Manni, 1997. ISBN 88-86302-93-2
- Elegia Sanremese, Milano, Bompiani, 1998 (premio Orient Express). ISBN 88-452-3775-3
- L'album crèmisi, Roma, Empirìa, 2000. ISBN 88-85303-92-7
- La Plastica della Lingua. Stili in fuga lungo un'età postrema, Bollati Boringhieri, 2000 [opera saggistica]. ISBN 88-339-1208-6
- Contatto, Napoli, Cronopio, 2002 (premio Napoli giuria tecnica) . ISBN 88-85414-73-7
- Coro da l'acqua, per voce sola, edizioni d'if, 2003. ISBN 88-88413-21-9
- Le strade che portano al Fùcino, Firenze, Le Lettere, 2007. ISBN 978-88-6087-081-0
- Geòdi, Torino, Aragno, 2015 (premio Feronia). ISBN 978-88-8419-730-6
- Cinema di sortilegi, Milano, La vita felice, 2023 (premio Napoli). ISBN 978-88-9346-774-2